# Kalendarz dżucze

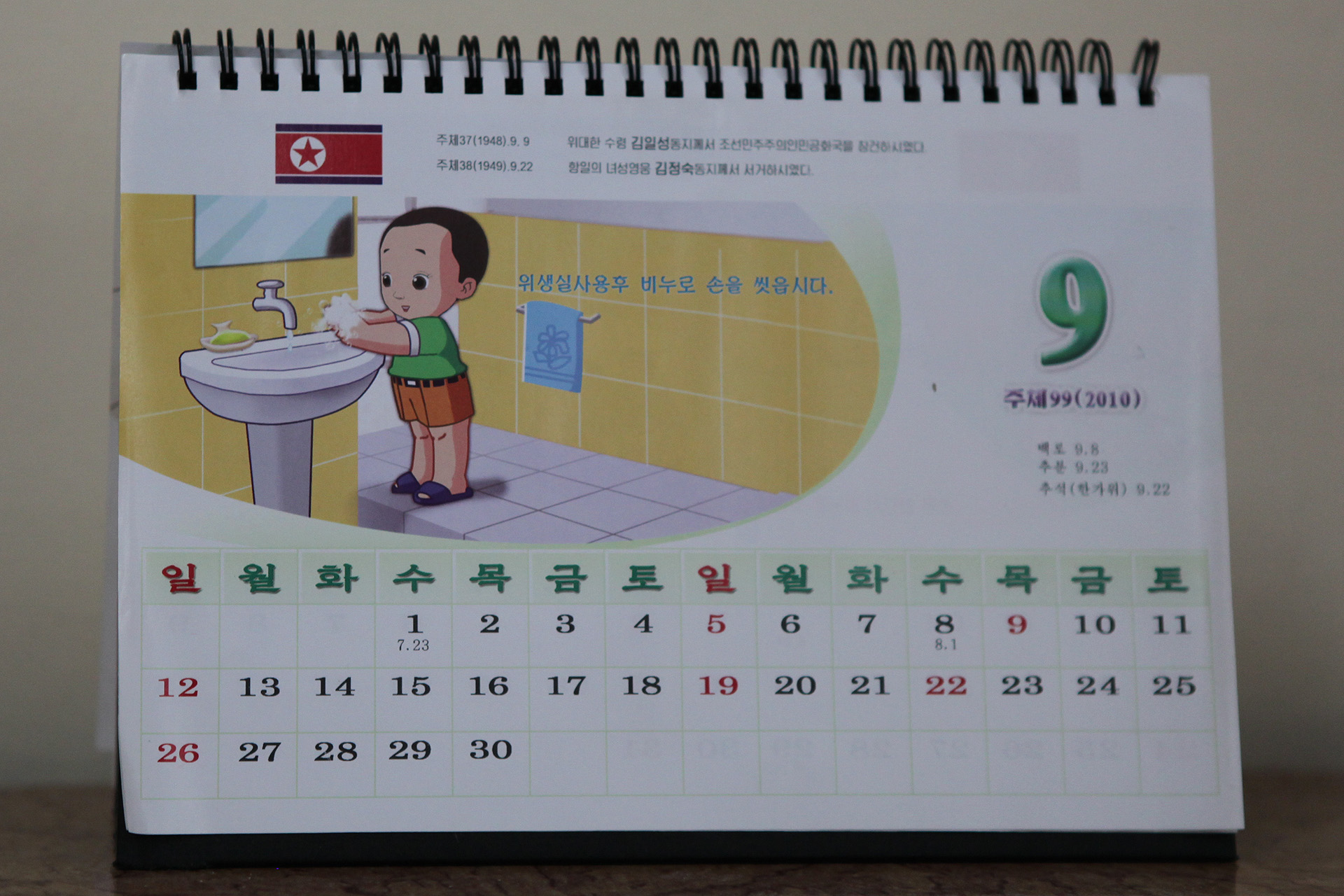
Północnokoreański kalendarz dla roku dżucze 99 (2010)

Kalendarz dżucze − kalendarz używany w Koreańskiej Republice Ludowo-Demokratycznej oparty na kalendarzu gregoriańskim. Lata w nim liczy się od roku urodzenia Kim Ir Sena − 15 kwietnia 1912 − roku pierwszego dżucze (nie ma roku zerowego). Kalendarz ten wprowadzono w roku 1997. Data w kalendarzu dżucze podawana jest za datą w standardzie międzynarodowym. Na przykład 23 września 2017 roku zapisywany jest jako 23 września 2017 roku dżucze 106. W tekstach w KRLD rok dżucze podawany jest też na początku daty.